# Jurij Fedkowytsch

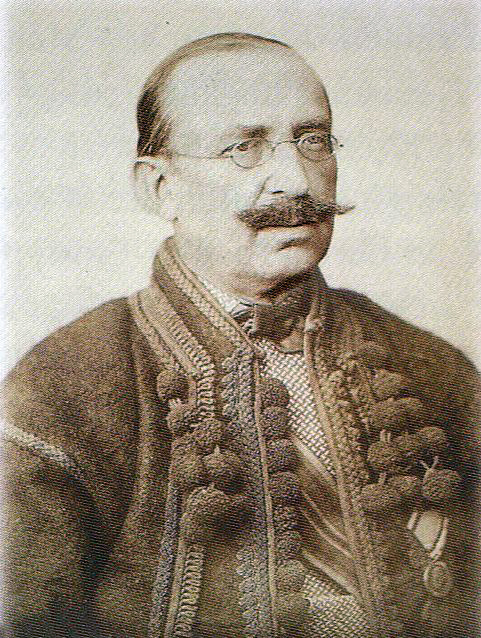
Jurij Fedkowytsch in Huzulentracht

Ossyp-Jurij Fedkowytsch (ukrainisch О́сип Ю́рій Федько́вич, russisch О́сип-Ю́рий Адальбе́ртович Федькович; * 8. August 1834 in Storonetz-Putilla, Nordbukowina; † 11. Januar 1888 in Czernowitz) war ein österreichischer Schriftsteller, der vor allem in ukrainischer, aber auch in deutscher Sprache schrieb. Nach ihm ist die Nationale Jurij-Fedkowytsch-Universität Czernowitz benannt.

## Leben
Fedkowytsch war der Sohn von Adalbert Hordynskyj und der Tochter eines orthodoxen Priesters. Adalbert war ein ukrainisierter polnischer Kleinadeliger und Landgutverwalter. Nach seinem Wunsch wurde Fedkowytsch römisch-katholisch als Ossip-Dominik getauft. Später trat er aber zum griechisch-orthodoxen Glauben über und nahm den Vornamen Jurij an.
Zuerst erhielt Fedkowytsch Privatunterricht in der Familie seines Onkels im benachbarten Dorf Kisselitze. Von 1846 bis 1848 besuchte er die deutsche Realschule in Czernowitz. Mit 14 Jahren ging er in die Moldau, wo er in Jassy und Piatra Neamț als Landvermesser und Apothekerschüler tätig war. Hier schrieb er seine ersten deutschen Gedichte. 1851 befreundete er sich mit dem deutschen Künstler Rudolf Rothkähl. 1852 fügte er sich dem Willen des Vaters und meldete sich beim k. k. Infanterie-Regiment Nr. 41, das sich vor allem aus bukowinischen und galizischen Ukrainern rekrutierte. 1859 beteiligte er sich am Sardinischen Krieg. Dabei entstand sein erstes ukrainisches Gedicht „Nachtlager“, das sein Heimweh wiedergibt. Bald kehrte er nach Czernowitz zurück, wo sich auch sein Vater niedergelassen hatte. Er freundete sich mit Ernst Rudolf Neubauer an, der sein literarischer Ratgeber wurde. Nach einer unerfüllten Liebe entdeckte er mit Hilfe galizischer Freunde das Werk von Taras Schewtschenko. Es bestärkte ihn in seiner Absicht, ukrainischer Dichter zu werden. In einer von ihm in Lemberg herausgegebenen Broschüre erschienen 1861 einige Gedichte. Im Jahr darauf veröffentlichte er seinen ersten ukrainischen Band „Gedichte von Joseph Fedkowytsch“.
Wegen einer Augenerkrankung nahm er 1863 als Leutnant seinen Abschied und kehrte in sein Heimatdorf Putyla zurück.  Eine Zeitlang amtierte er dort als Bürgermeister, später auch als Schulinspektor im Bezirk Wiznitz. 1865 erschien Czernowitz sein erstes deutsches Bändchen „Gedichte“. Zur selben Zeit arbeitete er an der deutschen und ukrainischen Fassung seines großen Dowbusch-Dramas und schrieb viele Gedichte und Erzählungen.
Vom ukrainischen Kulturverein Proswita eingeladen, kam er 1872 für einige Monate als Redakteur der Volksbücher nach Lemberg. Wieder in Putyla, wurde er von dem berühmten ukrainischen Wissenschaftler und Publizisten Mychajlo Drahomanow besucht, der in Kiew seine Erzählungen in Buchform herausgab.
Nach dem Tode seines Vaters übersiedelte Fedkowytsch 1876 endgültig nach Czernowitz. 1882 erschien sein nächster deutschsprachiger Band „Am Czeremusch. Lieder eines Uzulen“. Sein altes Interesse an Astrologie fand Niederschlag in einem umfangreichen deutschsprachigen Traktat von etwa 1000 Seiten, das bis heute unveröffentlicht geblieben ist.
Mitte der 1880er Jahre, mit der Belebung nationaler Bestrebungen der Ukrainer, steigerte Fedkowytsch seine kulturellen und literarischen Aktivitäten. Er wurde Mitglied  des Kulturvereins „Ruska Besida“ und gründete in Czernowitz die erste ukrainische Zeitung „Bukowyna“. Bis zu seinem Tode blieb er ihr Redakteur und Herausgeber.

## Werk
Die ukrainischen Gedichte und Erzählungen sind der wertvollste Teil des Nachlasses. Sie sind „vom unnachahmlichen Volksgefühl und echtem nationalen Geist durchdrungen“ (Rychlo, Liubkivskyj 2009). Verdienstvoll sind seine Übersetzungen und Nachdichtungen von Weltliteratur (Shakespeare) und Deutscher Klassik (Goethe, Schiller, Uhland, Heine). Einige seiner Gedichte wurden u. a. von Mychajlo Werbyzkyj vertont.
Nach Fedkowytschs Tod unternahm Ossyp Makowej eine mehrbändige Werkausgabe und verfasste eine umfangreiche Biografie.

## Ehrungen
1945 wurde in Czernowitz ein Fedkowytsch-Museum eingerichtet. Die Nationale Universität Czernowitz trägt heute seinen Namen.

## Quelle
- Peter Rychlo, Oleg Liubkivskyj: Literaturstadt Czernowitz, 2., verbesserte Auflage. Czernowitz 2009, S. 37–43.